# New Territories West (eleitorado de 2008-2012)
Novos Territórios Ocidente (em inglês New Territories West) é um eleitorado geográfico honconguês  da Conselho Legislativo de Hong Kong. Membros representando essa área incluem:
- Tam Yiu Chung
- Cheung Hok Ming
- Lee Wing Tat
- Leung Yiu Chung
- Lee Cheuk Yan
- Ho Chun Yan
- Wong Kwok Hing
- Albert Chan Wai Yip

Estes deputados são eleitos por sufrágio universal directo pelos habitantes dos Novos Territórios (parte Oeste).